# Ulmus ismaelis
Ulmus ismaelis là một loài thực vật có hoa trong họ Ulmaceae. Loài này được Todzia & Panero miêu tả khoa học đầu tiên năm 1998.